# Бельковский
Бельковский остров (якут. Бельков арыыта) — остров, расположенный в группе островов Анжу, наиболее крупной группе островов Новосибирского архипелага. Омывается морем Лаптевых, отделён проливом Заря от острова Котельный. Принадлежит России, административно относится к Якутии.
Открыт в 1808 году русским промышленником (промысловиком) Николаем Семёновичем Бельковым, названный им островом Святого Иоанна, однако это название не прижилось, и современное название острова утвердилось ещё при жизни его первооткрывателя.
Площадь острова составляет около 500 км². Остров имеет форму неправильного ромба, вытянутого по меридиану почти на шестьдесят километров. Наивысшая точка острова находится на высоте 120 метров. Поверхность равнинная. Берега выровненные, местами скалистые. На острове располагаются большие колонии птиц, а также лежбища моржей, обитают белые медведи. Растительность острова характерная для тундры, представляет собой низкорослые травы, мхи, лишайники.

Остров входит в состав охранной зоны государственного природного заповедника «Усть-Ленский».

Виды о. Бельковский
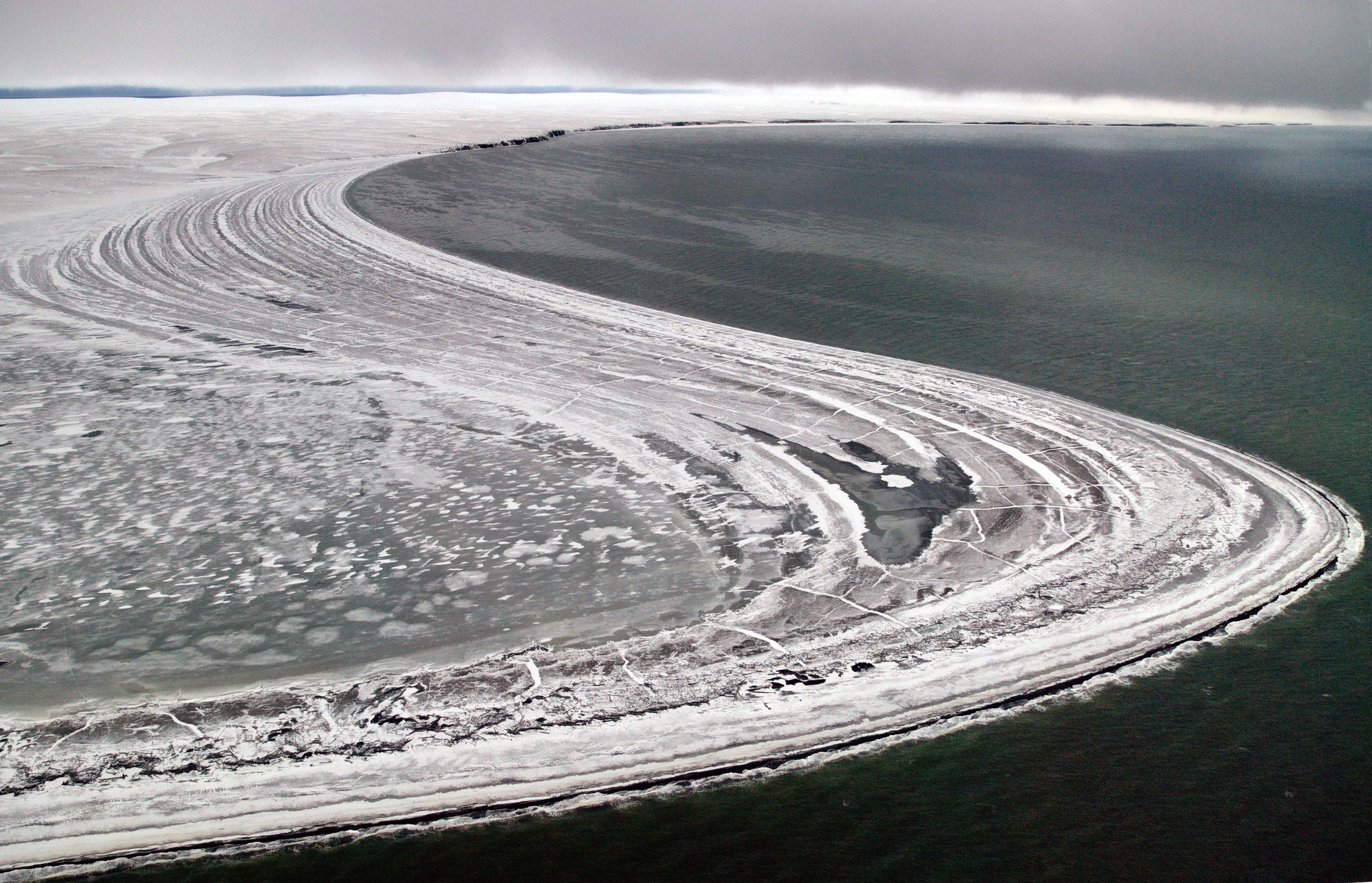
Побережье о. Бельковский
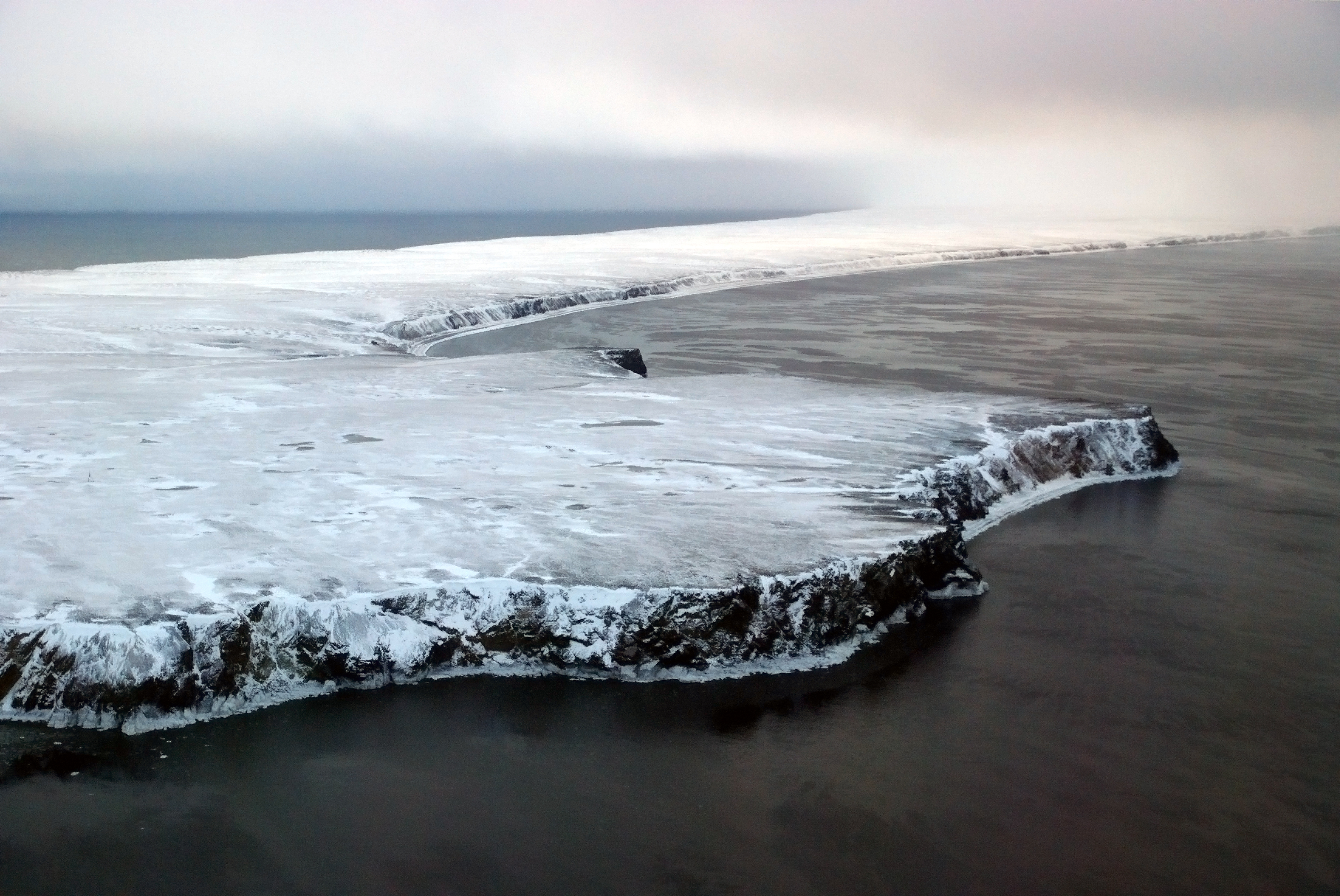
Побережье о. Бельковский
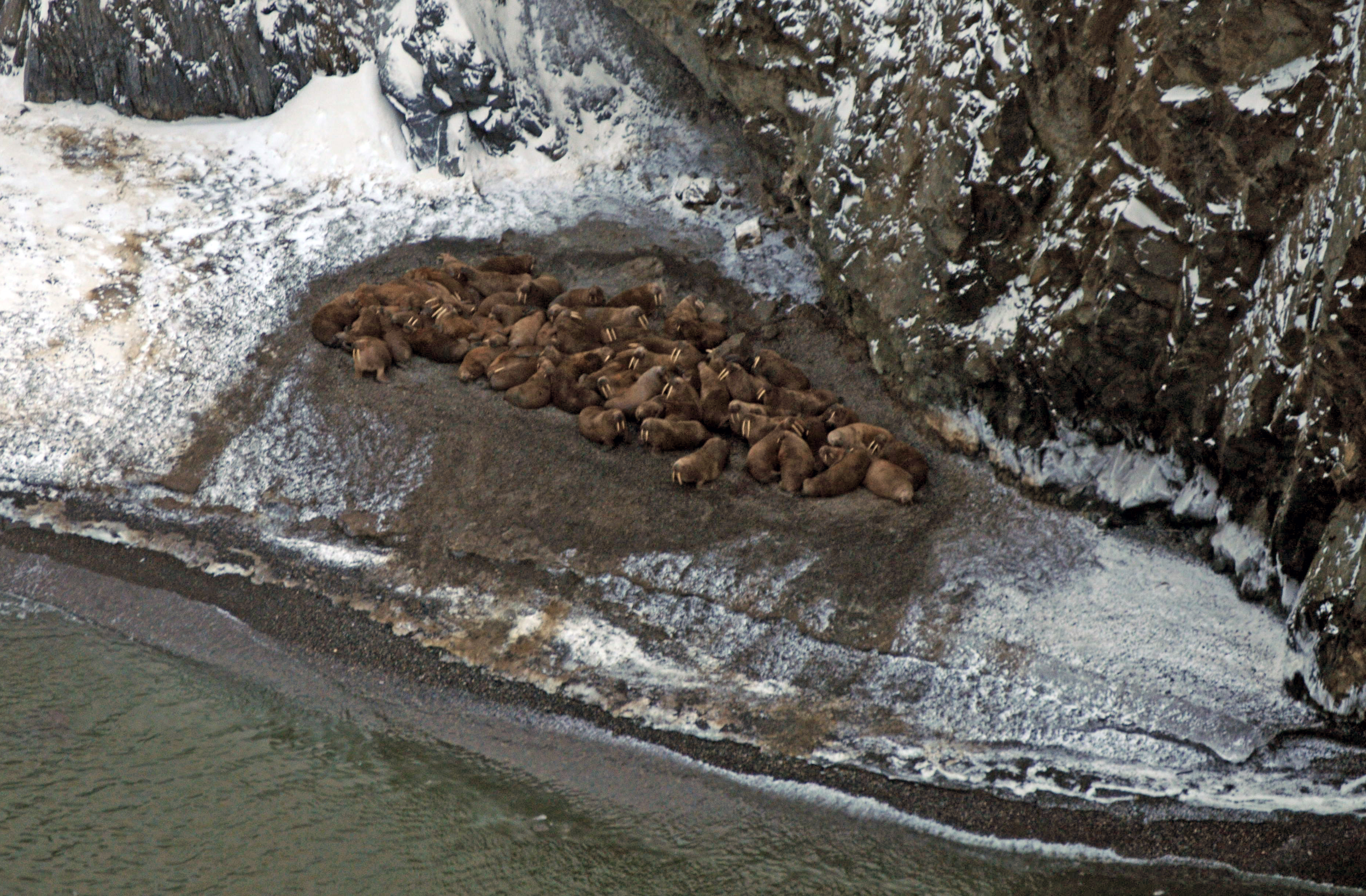
Лежбище на м. Северный (Моржовый) о. Бельковский
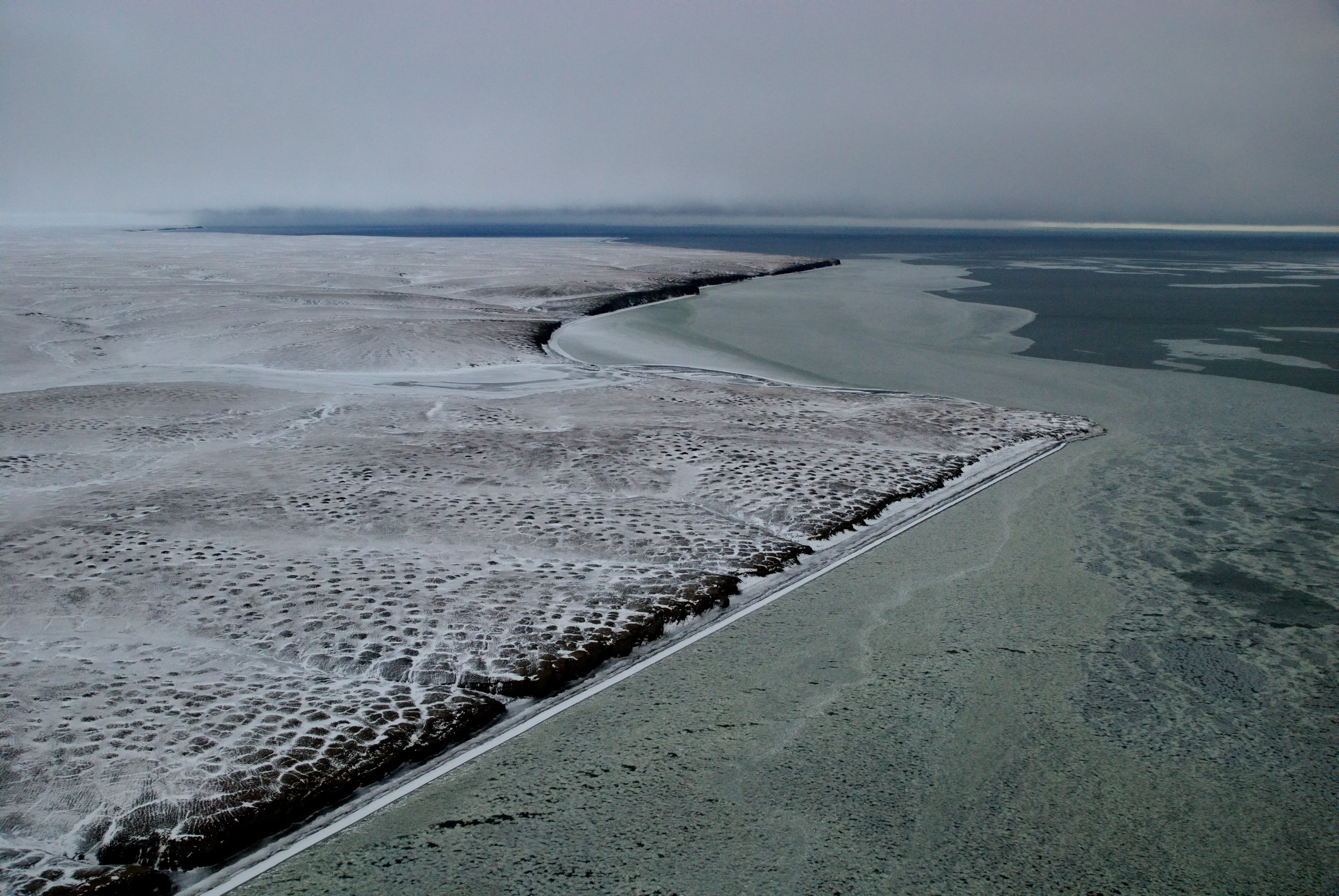
Побережье о. Бельковский